# 아와아카이시역
아와아카이시역(일본어: 阿波赤石駅 あわあかいしえき[*])은 일본 도쿠시마현 고마쓰시마시에 위치한 시코쿠 여객철도 무기 선의 철도역이다. 역 번호는 M07이며, 단선 승강장 1면 1선의 구조를 갖춘 지상역이다.

## 역 주변
- 닛폰 제지 고마쓰시마 공장

## 역사
- 1916년 12월 15일 : 아난 철도의 아카이시역으로서 개업.
- 1936년 7월 1일 : 아난 철도가 국유화되어, 동시에 아와아카이시역으로 변경.
- 1987년 4월 1일 : 일본국유철도 분할 민영화에 의해, 시코쿠 여객철도가 승계.

## 인접 역
| 시코쿠 여객철도 무기 선             | 시코쿠 여객철도 무기 선 | 시코쿠 여객철도 무기 선 |
| ----------------------------------- | ----------------------- | ----------------------- |
| M 06 미나미코마쓰시마 도쿠시마 방면 | 보통                    | 다쓰에 M 08 가이후 방면 |